# Golyshevita
La golyshevita és un mineral de la classe dels silicats, que pertany al grup de l'eudialita. AnomRep el nom en honor de Vladímir Mikhàilovitx Gólixev (1943-2000), cristal·lògraf de la Universitat de l'Estat Mordvin, a Saransk (Rússia).

## Característiques
La golyshevita és un silicat de fórmula química Na₁₀Ca₃Ca₆Zr₃Fe₂SiNb(Si₃O₉)₂(Si₉O₂₇)₂CO₃(OH)₃·H₂O. Va ser aprovada com a espècie vàlida per l'Associació Mineralògica Internacional l'any 2004, i la primera publicació data del 2005. Cristal·litza en el sistema trigonal. La seva duresa a l'escala de Mohs és 5,5. Químicament similar a la mogovidita, la qual no conté niobi.
Segons la classificació de Nickel-Strunz, la golyshevita pertany a «09.CO: Ciclosilicats amb enllaços de 9 [Si9O27]18-» juntament amb els següents minerals: al·luaivita, eudialita, ferrokentbrooksita, kentbrooksita, khomyakovita, manganokhomyakovita, oneil·lita, raslakita, feklichevita, carbokentbrooksita, zirsilita-(Ce), ikranita, taseqita, rastsvetaevita, labirintita, johnsenita-(Ce), mogovidita, georgbarsanovita, aqualita, dualita, andrianovita, voronkovita i manganoeudialita.

## Formació i jaciments
Va ser descoberta a la mina de flogopita de Kovdor, situada al massís de Kovdor, dins l'óblast de Múrmansk (Rússia). Es tracta de l'únic indret de tot el planeta on ha estat descrita aquesta espècie mineral.